# Volvo Brage

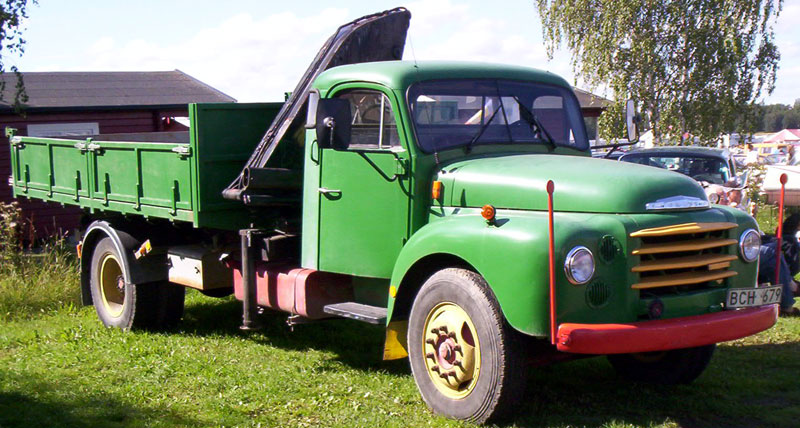
Volvo N84

Volvo Brage/Starke/Raske — серия среднетоннажных грузовых автомобилей, выпускавшихся шведским автопроизводителем Volvo Trucks в 1954—1972 годах.

## Volvo Brage
В 1954 году компания Volvo Trucks представила среднетоннажный грузовик Volvo L370 Brage, названный в честь скандинавской богини Браги. Грузоподъёмность составляла 4,5 тонны. Автомобиль оснащался бензиновым двигателем внутреннего сгорания с верхним расположением клапанов. В 1955 году появилась модель L360 грузоподъёмностью 3,5 тонны и боковым расположением клапанов. Её сняли с производства в 1957 году. Изначально автомобили оснащались четырёхступенчатой механической трансмиссией, позднее была добавлена пятиступенчатая. В 1963 году модель Volvo Brage была снята с производства в связи с недостаточным спросом из-за высоких цен на топливо.

## Volvo Starke
Параллельно с Volvo Brage производился также Volvo Starke (со швед. — «Сильный») грузоподъёмностью 4,5 тонны с дизельным двигателем внутреннего сгорания. В 1955 году также появилась модель L365 грузоподъёмностью 3,5 тонны, снятая с производства в 1956 году. В 1961 году название было сменено на L465 Starke.

## Volvo Raske
В 1961 году была представлена модель Volvo Raske (со швед. — «Стриж») грузоподъёмностью 5 тонн. Кроме дизельного двигателя внутреннего сгорания, автомобиль также оснащался турбодизелем.
В 1962 году была представлена бескапотная модификация L4751 Raske Tiptop.

## Volvo N84
Автомобиль Volvo N84 был представлен в 1965 году.

## Другая информация
В Норвегии автомобили Volvo Brage получили название Bamse («Медведь»).

## Двигатели
| Модель   | Годы производства | Двигатель          | Объём    | Мощность  | Тип                                       |
| -------- | ----------------- | ------------------ | -------- | --------- | ----------------------------------------- |
| L360     | 1955—1957         | Volvo ED: I6 sv    | 3670 см3 | 90 л. с.  | Бензиновый двигатель внутреннего сгорания |
| L370     | 1954—1963         | Volvo A6: I6 ohv   | 4703 см3 | 115 л. с. | Бензиновый двигатель внутреннего сгорания |
| L365-475 | 1955—1965         | Volvo D47: I6 ohv  | 4703 см3 | 95 л. с.  | Дизельный двигатель внутреннего сгорания  |
| L475     | 1961—1965         | Volvo TD47: I6 ohv | 4703 см3 | 120 л. с. | Турбодизель                               |
| N84      | 1965—1972         | Volvo D50: I6 ohv  | 5130 см3 | 107 л. с. | Дизельный двигатель внутреннего сгорания  |